# Kurt Luedtke
Kurt Mamre Luedtke (* 28. September 1939 in Grand Rapids, Michigan; † 9. August 2020 in Royal Oak, Michigan) war ein US-amerikanischer Drehbuchautor und Oscarpreisträger, der für Sydney Pollacks Filmdrama Jenseits von Afrika den Oscar für das Beste adaptierte Drehbuch erhielt.

## Leben
Kurt Mamre Luedtke wurde als Sohn des Holzhändlers Herman Ernst Luedtke und Virginia Luedtke geboren. Nachdem er die University of Michigan besuchte und 1961 seinen Abschluss an der Brown University machte, wurde er Journalist bei Grand Rapids Press, später beim Miami Herald und schließlich bei der Detroit Free Press, wo er es im Alter von 34 bis zum Chefredakteur brachte. Vier Jahre später, mit 38 Jahren, entschied er sich, seinen Job zu kündigen und zog nach Los Angeles, wo er mit dem Drehbuchschreiben begann. Bereits 1981 erschien mit Die Sensationsreporterin, einem Filmdrama über den Journalismus, inszeniert von Sydney Pollack, sein erstes produziertes Filmdrehbuch, für das er jeweils mit einer Oscarnominierung für das Beste Originaldrehbuch und einer Nominierung des Golden Globe Award für das Beste Filmdrehbuch bedacht wurde. Bereits 1986 konnte er für seine Romanadaption zu Pollacks Jenseits von Afrika den Oscar für das Beste adaptierte Drehbuch entgegennehmen. Sein drittes und letztes Film-Drehbuch schrieb er ebenfalls für einen Pollack-Film: Begegnung des Schicksals im Jahr 1999.
Vom 1. Mai 1965 bis zu seinem Tod war Luedtke mit Eleanor Kruglinski, einer Symphony-Vizepräsidentin, verheiratet. Er starb im August 2020 im Alter von 80 Jahren nach längerer Krankheit.

## Filmografie
- 1981: Die Sensationsreporterin (Absence of Malice)
- 1985: Jenseits von Afrika (Out of Africa)
- 1999: Begegnung des Schicksals (Random Hearts)

## Auszeichnungen (Auswahl)
Oscar
- 1982: Nominierung für das Beste Originaldrehbuch von Die Sensationsreporterin
- 1986: Auszeichnung für das Beste adaptierte Drehbuch von Jenseits von Afrika

Golden Globe Award
- 1982: Nominierung für das Beste Filmdrehbuch von Die Sensationsreporterin
- 1986: Nominierung für das Beste Filmdrehbuch von Jenseits von Afrika